# ПЛ 750 кВ Рівненська АЕС — ПС 750 кВ «Київська»
ЛЕП Рівненська АЕС — Підстанція «Київська» — лінія електропедачі між Рівненською АЕС та підстанцією «Київська» з напругою 750 кВ, що живить місто Київ та Центральний і Північний регіони.

## Історія
21 грудня 2015 року ЛЕП було урочисто введено в дію. Участь у заході взяли Президент України Петро Порошенко та Міністр енергетики та вугільної промисловості України Володимир Демчишин. Лінія уперше з 1986 року дозволила повноцінно забезпечити потужності для столичного регіону.
Введення в дію ЛЕП дозволило змінити баланс електрогенерації та збільшити частку атомної генерації, потужності якої були обмежені мережами. Будівництво лінії та додаткового трансформаторного поля на підстанції «Київська» велося протягом чотирьох років. Проект фінансувався державними «НАЕК Енергоатом» та «НЕК Укренерго», а також Європейським банком реконструкції та розвитку та Європейським інвестиційним банком. Загальна вартість проекту 400 мільйонів євро.